# Tiergarten Schönbrunn
El Zoològic de Viena (Tiergarten Schönbrunn en alemany) és un zoo situat als jardins del famós Palau de Schönbrunn a Viena, Àustria. Va ser fundat l'any 1752 a partir d'una col·lecció privada i és el zoològic més antic de tot el món.
Juntament amb el Zoològic de Berlín i properament amb el Zoològic de Madrid, el Zoo de Viena és un dels pocs zoològics europeus on es poden veure pandes gegants. Els dos pandes que té actualment el zoo s'anomenen Yang Yang i Long Hui. També podrem trobar altres atractius dins del zoològic, com ara una espècie d'hivernacle amb tota una jungla dins on el visitant podrà endinsar-s'hi i contemplar la fauna que hi habita, un aquari amb peixos típics del riu Amazones o el polarium, una zona dedicada als animals de l'àrtic i on podreu veure als majestuosos pingüins rei.